# توماس هاماربرگ
توماس هاماربرگ (انگلیسی: Thomas Hammarberg؛ زادهٔ ۲ ژانویهٔ ۱۹۴۲) نویسنده، دیپلمات و سیاستمدار اهل سوئد و یک مدافع حقوق بشر است. وی از اول آوریل ۲۰۰۶ تا ۲۱ مارس ۲۰۱۲ کمیسر حقوق بشر شورای اروپا در استراسبورگ شد و جایگزین آلوارو جیل روبلس گردید. او از ۱۹۸۰ تا ۱۹۸۶ دبیرکل عفو بین‌الملل بود. هاماربرگ در ۱۹۷۷ از طرف عفو بین‌المللبرنده جایزه صلح نوبل شد.

## فعالیت حرفه‌ای
هاماربرگ در انشلدسویک، سوئد متولد شد. وی قبل از انتصاب در سمت کمیسر حقوق بشر طی چندین دهه وقت خود را صرف پیشرفت حقوق بشر در اروپا و جهان کرد. هاماربرگ طی سالهای ۲۰۰۲ تا ۲۰۰۵ دبیرکل مرکز بین‌المللی اولاف پالمه بود که مستقر در استکهلم است، پیش از آن از ۱۹۹۴ تا ۲۰۰۲ سفیر دولت سوئد در امور بشردوستانه بود، قبل از آن از ۱۹۹۲ تا ۱۹۸۶ در سمت دبیرکل سازمان مردم نهاد صندوق نجات کودکان سوئد خدمت کرد. و از ۱۹۸۰ تا ۱۹۸۶ دبیرکل عفو بین‌الملل بود. او در ۱۹۷۷ از طرف عفو بین‌الملل جایزه صلح نوبل را دریافت کرد.
هاماربرگ بین سالهای ۲۰۰۱–۲۰۰۳، به عنوان مشاور منطقه‌ای اروپا، آسیای مرکزی و قفقاز در کمیساریای عالی حقوق بشر سازمان ملل متحد عمل کرد. او چندین سال نماینده شخصی نخست‌وزیر سوئد در نشست ویژه سازمان ملل متحد در مورد کودکان و همچنین میزگردهای مؤسسه آسپن موسوم به «حقوق بشر در ماموریت‌های صلح» بود. وی بین ۱۹۹۶ تا ۲۰۰۰ به عنوان نماینده حقوق بشر در کامبوج توسط کوفی عنان دبیرکل سازمان ملل متحد منصوب شد. او همچنین در کار گروه کاری پناهندگان در روند صلح چند جانبه خاورمیانه شرکت کرد.
هامربرگ به عنوان کمیسر، مرتباً برای ارتقاء احترام به حقوق بشر در همه کشورهای عضو شورای اروپا، مطابق با دستور خود، بازدید می‌کرد.
پس از کناره‌گیری از مقام کمیسیون، او به عنوان رئیس افتخاری به سازمان غیردولتی مرکز حمایت از معلولیت ذهنی پیوست.

### عضو پارلمان سوئد (۲۰۱۸-اکنون)
در انتخابات سراسری سوئد (۲۰۱۸)، هاماربرگ عضو مجلس نمایندگان سوئد ریکسداگ شد. وی علاوه بر نقشی که در پارلمان ایفا می‌کند از ۲۰۱۹ به عنوان عضو هیئت سوئدی در مجمع پارلمانی شورای اروپا خدمت می‌کند. او به عنوان عضو حزب سوسیال دموکرات، بخشی از گروه سوسیالیست‌ها، دموکرات‌ها و سبزها می‌باشد. وی در حال حاضر عضو کمیته احترام به تعهدات و تعهدات کشورهای عضو شورای اروپا (کمیته نظارت) و کمیته فرعی خاورمیانه و جهان عرب است. وی در کنار نایجل ایوانز از بریتانیا به عنوان گزارشگر مجمع در مورد ترکیه خدمت می‌کند.

## حقوق کولی‌ها
توماس هامربرگ خود را وقف حمایت از حقوق کولی‌ها در اروپا کرده است، به اعتقاد وی «حقوق آنها به‌طور شرم‌آوری نقض می‌شود». هامربرگ در اغلب سخنرانی‌ها و بیانیه‌هایش به‌طور فعال به دنبال بهبود شرایط زندگی برای بزرگ‌ترین اقلیت موجود در اروپا است و سطوح نگران کننده‌ای از نژادپرستی را در خصوص این افراد مورد انتقاد قرار می‌دهد. هامربرگ تصویری واضح از وضعیت آنها ارائه می‌دهد. به عنوان مثال، وی در آخرین گزارش خود در خصوص ایتالیا از مقامات ایتالیایی به دلیل رفتارشان با کولی‌ها انتقادات شدیدی را مطرح کرد.
در ۲۰۱۰، هامربرگ در مقاله‌ای به‌طور جامع موضع خود را در مورد وضعیت حقوق بشر کولی‌ها منتشر کرد، وی در آن بر نیاز به یک برنامه یکپارچه و جامع با هدف بهبود وضعیت ایشان تأکید کرد و هشدار داد که «لفاظی‌های امروز علیه کولی‌ها به طرز نگران کننده‌ای مشابه شرایط قبل از شروع کشتارهای دسته جمعی توسط نازی‌ها می‌باشد.»
در ۲۷ فوریه ۲۰۱۲، وی گزارش جامعی از وضعیت مسافران مردم کولی در اروپا منتشر کرد، و درآن تأکید نمود که در بسیاری از کشورهای اروپایی این جماعت هنوز از حقوق اولیه انسانی محروم می‌باشند و از نژادپرستی آشکار رنج می‌برند.
هامربرگ در نامه منتشر شده به آنگلا مرکل، صدر اعظم آلمان که مربوط به ۲۰۰۹ می‌باشد خواستار توقف اخراج کولی‌ها به ویژه به کوزوو شده و می‌گوید، کسانی که به آنجا تبعید می‌شوند در معرض آزار سیاسی قرار دارند و مجبورند در اردوگاه‌ها زندگی کنند، او این «توصیه فوری» را یک سال بعد در نامه ای به توما دو مزیر وزیر کشور وقت فدرال آلمان تکرار کرد. هامربرگ پر وی یک کمیته ویژه‌ای که سازمان داد، اردوگاه کولی‌ها در کوزوو را «یک فاجعه انسانی» توصیف کرد. کمیسر حقوق بشر همچنین اخراج گسترده کولی‌ها از فرانسه در ۲۰۱۰ را به شدت مورد انتقاد قرار داد.
توماس هامربرگ به دلیل پایداری و اشتیاق خود در بحث حقوق کولی‌ها، توسط مرکز اسناد و فرهنگ و شورای مرکزی کولی‌ها در آلمان و همچنین بنیاد مانفرد لاوتن اشلاگر و حقوق شهروندی اروپایی کولی‌ها در برلین مورد تقدیر قرار گرفت و در ۳ آوریل ۲۰۱۲ موفق به کسب جایزه شد.

## انتشارات
هامربرگ در زمینه مسائل مختلف حقوق بشری به ویژه حقوق کودک، سیاست پناهندگی، حقوق اقلیت‌ها، بیگانه‌هراسی، اسلام‌هراسی همچنین حقوق مردم کولی، حقوق دگرباشان جنسی در اروپا و همچنین روابط بین‌الملل و امنیت بین‌الملل مطالبی را منتشر کرده است. وی همچنین به دلیل ارائه و سخنرانی‌های خود در زمینه حقوق بشر در موسسات مختلف بین دولتی و دانشگاهی مشهور می‌باشد. وی به عنوان کمیسر حقوق بشر مجموعه ای از مقالات «دیدگاه» در مورد مسائل حقوق بشری در اروپا را در وب سایت این مؤسسه منتشر کرده است. او مرتباً نظرات خود را با تمرکز بر مسائل اصلی حقوق بشر منتشر می‌نماید.
هامربرگ در طول مأموریت خود به عنوان کمیسر حقوق بشر در شورای اروپا، تقریباً از ۴۷کشور عضو شورای اروپا بازدید و مطالب خود را در این زمینه‌ها منتشر کرده است.

## به رسمیت شناختن
در ۹ مارس ۲۰۱۲، هامربرگ به خاطر سابقه چشمگیر خود در زمینه حقوق بشر، جایزه صندلی عفو بین‌الملل را دریافت کرد. جایزه صندلی عفو بین‌الملل توسط عفو بین‌الملل فلاندرز و دانشگاه خنت بلژیک سازماندهی شده بود.